# Maracaibo
Maracaibo är en stad i västra Venezuela, och är den administrativa huvudorten för delstaten Zulia. Den är med 1,5 miljoner invånare den näst största staden i landet, och har över 2 miljoner invånare inklusive förorter. Staden grundades 1529 och är belägen vid Maracaibosjön, som trots sitt namn är en havsvik.

## Stad och storstadsområde
Staden utgörs av sjutton socknar (parroquias).
Hela kommunen omfattar ytterligare en socken, San Isidro.
Storstadsområdet utgörs av kommunerna Maracaibo och San Francisco. Detta område inkluderar förutom Maracaibo och San Francisco några andra orter, bland annat El Silencio, Los Cortijos och Sierra Maestra. 

## Transport
I Maracaibo finns Maracaibos metro, en kortare sträcka där ett pendeltåg går, sedan 2006.

## Sport
Baseboll är populärt i Maracaibo. I Maracaibo anordnades Centralamerikanska och karibiska spelen 1998 samt matcher vid Copa América 2007 i fotboll.